# یواس‌اس پنی (۱۸۵۹)
یواس‌اس پنی (۱۸۵۹) (به انگلیسی: USS Pawnee (1859)) یک کشتی بود که طول آن ۲۲۱ فوت ۶ اینچ (۶۷٫۵۱ متر) بود. این کشتی در سال ۱۸۵۹ ساخته شد.